# Campaña de Bermuda Hundred
La campaña de Bermuda Hundred fue una serie de batallas libradas en la ciudad de Bermuda Hundred, en las afueras de Richmond, Virginia, durante mayo de 1864 en la guerra civil estadounidense en apoyo de la campaña de Overland del general Ulysses Grant. El general de división de la Unión, Benjamin Butler, al mando del ejército del James, amenazó a Richmond desde el este, pero fue detenido por las fuerzas del general confederado P.G.T. Beauregard.